# National Democratic Front
National Democratic Front ist ein Wahlbündnis in Sambia. 

## Geschichte
Es wurde von den Parteien All People’s Congress, der Party for Unity, Democracy and Development, Reform Party, Zambia Republican Party und dem Zambia Development Congress am 1. und 7. März 2006 geschlossen, um bei den anstehenden Wahlen in Sambia 2006 eine gemeinsame Chance gegen das Movement for Multiparty Democracy zu haben. Eigentlich sollte auch die Patriotic Front von Michael Sata dabei sein, der aber zog sich in letzter Minute aus diesem Projekt zurück. Am 17. und 18. Juni 2006 gründete diese Rest-Allianz deshalb das Wahlbündnis National Democratic Focus, das ohne PF und Sata zur Präsidentschaftswahl und zur Wahl der Nationalversammlung Sambias antrat.